# Lowe's
Lowe's Companies, Inc. eller Lowe's er en amerikansk byggemarkedsvirksomhed. De har hovedkvarter i Mooresville, North Carolina og driver butikker i USA og Canada. I 2021 havde de 2.197 byggemarkeder.